# Olympische Sommerspiele 1972/Teilnehmer (Schweiz)
| Gelbes Symbol für Goldmedaillen mit stilisierten Olympischen Ringen | Graues Symbol für Silbermedaillen mit stilisierten Olympischen Ringen | Braundes Symbol für Bronzemedaillen mit stilisierten Olympischen Ringen |
| ------------------------------------------------------------------- | --------------------------------------------------------------------- | ----------------------------------------------------------------------- |
| —                                                                   | 3                                                                     | —                                                                       |

Die Schweiz nahm an den Olympischen Sommerspielen 1972 in München mit einer Delegation von 151 Sportlern (122 Männer und 29 Frauen) teil. Bei der Eröffnungsfeier trug der Leichtathlet Urs von Wartburg die Schweizer Fahne, bei der Schlussfeier nahm seine Kollegin Meta Antenen diese Rolle wahr.

## Medaillengewinner

### Silber
| Name(n)                                                                          | Sportart | Wettkampf              |
| -------------------------------------------------------------------------------- | -------- | ---------------------- |
| Guy Evéquoz, Daniel Giger, Peter Lötscher, Christian Kauter, François Suchanecki | Fechten  | Degen, Mannschaft      |
| Xaver Kurmann                                                                    | Radsport | Einerverfolgung        |
| Heinrich Fischer, Alfred Bachmann                                                | Rudern   | Zweier ohne Steuermann |

## Teilnehmer nach Sportarten

### Bogenschiessen
- Lucien Trepper
Einzel: 10. Platz

- Jakob Wolfensberger
Einzel: 22. Platz

- Jean-Pierre Héritier
Einzel: 47. Platz

- Sally Svendelin
Frauen, Einzel: 33. Platz

### Boxen
- Ruedi Vogel
Federgewicht: 17. Platz

- Karl Gschwind
Weltergewicht: 17. Platz

- Anton Schär
Halbschwergewicht: 17. Platz

### Fechten
- Daniel Giger
Degen, Einzel: Halbfinal
Degen, Mannschaft: Silber

- Peter Lötscher
Degen, Einzel: Viertelfinal
Degen, Mannschaft: Silber

- Christian Kauter
Degen, Einzel: Vorrunde
Degen, Mannschaft: Silber

- Guy Evéquoz
Degen, Mannschaft: Silber

- François Suchanecki
Degen, Mannschaft: Silber

- Sandor Gombay
Säbel, Einzel: 2. Runde
Säbel, Mannschaft: Vorrunde

- Janos Mohoss
Säbel, Einzel: Vorrunde
Säbel, Mannschaft: Vorrunde

- Istvan Kulcsar
Säbel, Einzel: Vorrunde
Säbel, Mannschaft: Vorrunde

- Alain Barudoni
Säbel, Mannschaft: Vorrunde

- Toni Reber
Säbel, Mannschaft: Vorrunde

- Fabienne Regamey
Frauen, Florett, Einzel: Vorrunde

- Madeleine Heitz
Frauen, Florett, Einzel: Vorrunde

### Gewichtheben
- Walter Hauser
Halbschwergewicht: 82,5 kg  BW: 81,95 kg, Press: 147,5 kg, Snatch: 127.5x / 127.5x / 127.5x, Jerk: 0

### Judo
- Marcel Burkhard
Leichtgewicht: 13. Platz

- Reto Zinsli
Halbmittelgewicht: 7. Platz

- Philippe Aubert
Mittelgewicht: 13. Platz

- Frédéric Kyburz
Halbschwergewicht: 9. Platz

- Pierre Paris
Schwergewicht: 11. Platz

- Ueli Falk
Offene Klasse: 19. Platz

### Kanu
- Eduard Heiz
Einer-Kajak, Slalom: 13. Platz

- Peter Bäni
Einer-Kajak, Slalom: 27. Platz

- Hanspeter Hasler
Einer-Kajak, Slalom: 33. Platz

- Edy Paul
Einer-Canadier, Slalom: 22. Platz

- Danielle Kamber
Frauen, Einer-Kajak, Slalom: 12. Platz

- Elisabeth Käser
Frauen, Einer-Kajak, Slalom: 20. Platz

### Leichtathletik
- Philippe Clerc
100 Meter: Viertelfinal
200 Meter: Viertelfinal

- Rolf Gysin
800 Meter: Halbfinal

- Werner Meier
1500 Meter: Vorläufe

- Fritz Rüegsegger
5000 Meter: Vorläufe

- Werner Dössegger
10'000 Meter: Vorläufe

- Albrecht Moser
10'000 Meter: Vorläufe

- Alfons Sidler
Marathon: 44. Platz

- Beat Pfister
110 Meter Hürden: Vorläufe

- Hansjörg Wirz
400 Meter Hürden: Vorläufe

- Toni Feldmann
3000 Meter Hindernis: Vorläufe

- Hans Menet
3000 Meter Hindernis: Vorläufe

- Georges Kaiser
3000 Meter Hindernis: Vorläufe

- Alfred Badel
50 Kilometer Gehen: Rennen nicht beendet

- Michel Patry
Hochsprung: 30. Platz in der Qualifikation

- Rolf Bernhard
Weitsprung: 16. Platz in der Qualifikation

- Linus Rebmann
Weitsprung: 32. Platz in der Qualifikation

- Urs von Wartburg
Speerwurf: 15. Platz in der Qualifikation

- Heinz Born
Zehnkampf: 19. Platz

- Ruedi Mangisch
Zehnkampf: DNF

- Vreni Leiser
Frauen, 400 Meter: Vorläufe

- Elisabeth Neuenschwander
Frauen, 800 Meter: Vorläufe

- Margrit Hess
Frauen, 1500 Meter: Vorläufe

- Marijke Moser
Frauen, 1500 Meter: Vorläufe

- Meta Antenen
Frauen, 100 Meter Hürden: Halbfinal
Frauen, Weitsprung: 6. Platz

- Beatrix Rechner
Frauen, Hochsprung: 28. Platz in der Qualifikation

- Doris Bisang
Frauen, Hochsprung: 33. Platz in der Qualifikation

- Sieglinde Ammann
Frauen, Weitsprung: 17. Platz in der Qualifikation

- Kathrin Lardi
Frauen, Fünfkampf: 26. Platz

### Moderner Fünfkampf
- Urs Hugi
Einzel: 28. Platz
Mannschaft: 15. Platz

- Hans Müller
Einzel: 45. Platz
Mannschaft: 15. Platz

- Beat Ganz
Einzel: 51. Platz
Mannschaft: 15. Platz

### Radsport
- Bruno Hubschmid
Strassenrennen, Einzel: 19. Platz
Mannschaftszeitfahren: 8. Platz

- Iwan Schmid
Strassenrennen, Einzel: 20. Platz

- Ueli Sutter
Strassenrennen, Einzel: 24. Platz
Mannschaftszeitfahren: 8. Platz

- Hugo Schär
Strassenrennen, Einzel: Rennen nicht beendet

- Gilbert Bischoff
Mannschaftszeitfahren: 8. Platz

- Roland Schär
Mannschaftszeitfahren: 8. Platz

- Christian Brunner
Einzelzeitfahren: 7. Platz
Mannschaftsverfolgung: 5. Platz

- Xaver Kurmann
Einzelverfolgung: Silber 
Mannschaftsverfolgung: 5. Platz

- Martin Steger
Mannschaftsverfolgung: 5. Platz

- René Savary
Mannschaftsverfolgung: 5. Platz

### Reiten
- Christine Stückelberger
Dressur, Einzel: 15. Platz
Dressur, Mannschaft: 7. Platz

- Hermann Dür
Dressur, Einzel: 21. Platz
Dressur, Mannschaft: 7. Platz

- Marita Aeschbacher
Dressur, Einzel: 28. Platz
Dressur, Mannschaft: 7. Platz

- Paul Weier
Springreiten, Einzel: 22. Platz
Springreiten, Mannschaft: 5. Platz

- Max Hauri
Springreiten, Einzel: 30. Platz
Springreiten, Mannschaft: 5. Platz
Vielseitigkeit, Einzel: ausgeschieden
Vielseitigkeit, Mannschaft: 6. Platz

- Kurt Maeder
Springreiten, Einzel: 47. Platz

- Monica Bachmann-Weier
Springreiten, Mannschaft: 5. Platz

- Hermann von Siebenthal
Springreiten, Mannschaft: 5. Platz

- Paul Hürlimann
Vielseitigkeit, Einzel: 14. Platz
Vielseitigkeit, Mannschaft: 6. Platz

- Anton Bühler
Vielseitigkeit, Einzel: 15. Platz
Vielseitigkeit, Mannschaft: 6. Platz

- Alfred Schwarzenbach
Vielseitigkeit, Einzel: 33. Platz
Vielseitigkeit, Mannschaft: 6. Platz

### Ringen
- Jakob Tanner
Federgewicht, griechisch-römisch: in der 2. Runde ausgeschieden
Federgewicht, Freistil: in der 2. Runde ausgeschieden

- Heinz Rhyn
Leichtgewicht, griechisch-römisch: in der 3. Runde ausgeschieden

- Robert Blaser
Weltergewicht, griechisch-römisch: in der 2. Runde ausgeschieden
Weltergewicht, Freistil: in der 4. Runde ausgeschieden

- Jimmy Martinetti
Mittelgewicht, griechisch-römisch: in der 2. Runde ausgeschieden
Mittelgewicht, Freistil: in der 4. Runde ausgeschieden

- Jean-Marie Chardonnens
Halbschwergewicht, griechisch-römisch: in der 2. Runde ausgeschieden

- Ruedi Lüscher
Schwergewicht, griechisch-römisch: in der 2. Runde ausgeschieden

- André Chardonnens
Leichtgewicht, Freistil: in der 2. Runde ausgeschieden

- Étienne Martinetti
Halbschwergewicht, Freistil: in der 3. Runde ausgeschieden

- Bruno Jutzeler
Schwergewicht, Freistil: in der 3. Runde ausgeschieden

### Rudern
- Melchior Bürgin
Einer: 6. Platz

- Hans Ruckstuhl
Doppelzweier: 8. Platz

- Ueli Isler
Doppelzweier: 8. Platz

- Heinrich Fischer
Zweier ohne Steuermann: Silber

- Fredy Bachmann
Zweier ohne Steuermann: Silber

- René Furler
Zweier mit Steuermann: 12. Platz

- Nicolas Lindecker
Zweier mit Steuermann: 12. Platz

- Stefan Hablützel
Zweier mit Steuermann: 12. Platz

- Hans-Jörg Bendiner
Vierer ohne Steuermann: 11. Platz

- Walter Steiner
Vierer ohne Steuermann: 11. Platz

- Thomas Macher
Vierer ohne Steuermann: 11. Platz

- Kurt Baumann
Vierer ohne Steuermann: 11. Platz

- Hanspeter Lüthi
Vierer mit Steuermann: 8. Platz

- Urs Fankhauser
Vierer mit Steuermann: 8. Platz

- Franz Rentsch
Vierer mit Steuermann: 8. Platz

- Denis Oswald
Vierer mit Steuermann: 8. Platz

- Rolf Stadelmann
Vierer mit Steuermann: 8. Platz

### Schiessen
- Paul Buser
Schnellfeuerpistole: 4. Platz

- Kurt Rey
Schnellfeuerpistole: 60. Platz

- Martin Truttmann
Freies Gewehr: 10. Platz
Kleinkaliber, Dreistellungskampf: 45. Platz

- Andreas Beyeler
Freies Gewehr: 22. Platz

- Erwin Vogt
Kleinkaliber, Dreistellungskampf: 15. Platz
Kleinkaliber, liegend: 62. Platz

- Theo Ditzler
Kleinkaliber, liegend: 63. Platz

- Paul Vittet
Trap: 31. Platz

- Vincenzo Lucchini
Trap: 37. Platz

### Schwimmen
- Hans Peter Würmli
100 Meter Freistil: Vorläufe
200 Meter Freistil: Vorläufe

- Alain Charmey
400 Meter Freistil: Vorläufe

- Christoph Kreienbühl
1500 Meter Freistil: Vorläufe

- Jean-Pierre Dubey
100 Meter Brust: Vorläufe
200 Meter Brust: Vorläufe

- Françoise Monod
Frauen, 100 Meter Freistil: Vorläufe
Frauen, 200 Meter Freistil: Vorläufe
Frauen, 800 Meter Freistil: Vorläufe
Frauen, 4 × 100 Meter Freistil: Vorläufe
Frauen, 4 × 100 Meter Lagen: Vorläufe

- Margrit Thomet
Frauen, 100 Meter Freistil: Vorläufe
Frauen, 4 × 100 Meter Freistil: Vorläufe
Frauen, 100 Meter Schmetterling: Halbfinal
Frauen, 200 Meter Schmetterling: Vorläufe
Frauen, 4 × 100 Meter Lagen: Vorläufe

- Irène Debrunner
Frauen, 4 × 100 Meter Freistil: Vorläufe

- Christiane Flamand
Frauen, 4 × 100 Meter Freistil: Vorläufe

- Susanne Niesner
Frauen, 100 Meter Rücken: Vorläufe
Frauen, 200 Meter Rücken: Vorläufe
Frauen, 200 Meter Lagen: Vorläufe
Frauen, 400 Meter Lagen: Vorläufe
Frauen, 4 × 100 Meter Lagen: Vorläufe

- Erika Rüegg
Frauen, 100 Brust: Halbfinal
Frauen, 200 Brust: Vorläufe
Frauen, 4 × 100 Meter Lagen: Vorläufe

### Segeln
- Walter Bachmann
Finn-Dinghy: 17. Platz

- Peter Frey
Tempest: 13. Platz

- Urs Kohler
Tempest: 13. Platz

- Edwin Bernet
Tempest: 14. Platz

- Rolf Amrein
Tempest: 14. Platz

- Hans Gut
Drachen: 20. Platz

- Peter Gerber
Drachen: 20. Platz

- Ronald Pieper
Drachen: 20. Platz

- Jean Degaudenzi
Flying Dutchman: 20. Platz

- Luc Argand
Flying Dutchman: 20. Platz

### Turnen
- Peter Rohner
Einzelmehrkampf: 23. Platz
Mannschaftsmehrkampf: 11. Platz
Barren: 17. Platz in der Qualifikation
Boden: 38. Platz in der Qualifikation
Pferdsprung: 6. Platz
Reck: 32. Platz in der Qualifikation
Ringe: 31. Platz in der Qualifikation
Seitpferd: 45. Platz in der Qualifikation

- Robert Bretscher
Einzelmehrkampf: 43. Platz in der Qualifikation
Mannschaftsmehrkampf: 11. Platz
Barren: 47. Platz in der Qualifikation
Boden: 55. Platz in der Qualifikation
Pferdsprung: 16. Platz in der Qualifikation
Reck: 21. Platz in der Qualifikation
Ringe: 94. Platz in der Qualifikation
Seitpferd: 41. Platz in der Qualifikation

- Edwin Greutmann
Einzelmehrkampf: 55. Platz in der Qualifikation
Mannschaftsmehrkampf: 11. Platz
Barren: 42. Platz in der Qualifikation
Boden: 60. Platz in der Qualifikation
Pferdsprung: 76. Platz in der Qualifikation
Reck: 45. Platz in der Qualifikation
Ringe: 54. Platz in der Qualifikation
Seitpferd: 71. Platz in der Qualifikation

- Max Brühwiler
Einzelmehrkampf: 59. Platz in der Qualifikation
Mannschaftsmehrkampf: 11. Platz
Barren: 27. Platz in der Qualifikation
Boden: 90. Platz in der Qualifikation
Pferdsprung: 93. Platz in der Qualifikation
Reck: 75. Platz in der Qualifikation
Ringe: 58. Platz in der Qualifikation
Seitpferd: 29. Platz in der Qualifikation

- Philippe Gaille
Einzelmehrkampf: 66. Platz in der Qualifikation
Mannschaftsmehrkampf: 11. Platz
Barren: 101. Platz in der Qualifikation
Boden: 74. Platz in der Qualifikation
Pferdsprung: 38. Platz in der Qualifikation
Reck: 50. Platz in der Qualifikation
Ringe: 49. Platz in der Qualifikation
Seitpferd: 64. Platz in der Qualifikation

- Hans Ettlin
Einzelmehrkampf: 113. Platz in der Qualifikation
Mannschaftsmehrkampf: 11. Platz
Boden: 113. Platz in der Qualifikation
Reck: 111. Platz in der Qualifikation

- Käthi Fritschi
Frauen, Einzelmehrkampf: 26. Platz
Frauen, Mannschaftsmehrkampf: 13. Platz
Frauen, Boden: 47. Platz in der Qualifikation
Frauen, Pferdsprung: 28. Platz in der Qualifikation
Frauen, Schwebebalken: 30. Platz in der Qualifikation
Frauen, Stufenbarren: 41. Platz in der Qualifikation

- Patrizia Bazzi
Frauen, Einzelmehrkampf: 42. Platz in der Qualifikation
Frauen, Mannschaftsmehrkampf: 13. Platz
Frauen, Boden: 47. Platz in der Qualifikation
Frauen, Pferdsprung: 44. Platz in der Qualifikation
Frauen, Schwebebalken: 54. Platz in der Qualifikation
Frauen, Stufenbarren: 31. Platz in der Qualifikation

- Judith Steiger
Frauen, Einzelmehrkampf: 90. Platz in der Qualifikation
Frauen, Mannschaftsmehrkampf: 13. Platz
Frauen, Boden: 74. Platz in der Qualifikation
Frauen, Pferdsprung: 112. Platz in der Qualifikation
Frauen, Schwebebalken: 105. Platz in der Qualifikation
Frauen, Stufenbarren: 54. Platz in der Qualifikation

- Liselotte Marti
Frauen, Einzelmehrkampf: 91. Platz in der Qualifikation
Frauen, Mannschaftsmehrkampf: 13. Platz
Frauen, Boden: 107. Platz in der Qualifikation
Frauen, Pferdsprung: 84. Platz in der Qualifikation
Frauen, Schwebebalken: 50. Platz in der Qualifikation
Frauen, Stufenbarren: 108. Platz in der Qualifikation

- Jacqueline Sievert
Frauen, Einzelmehrkampf: 95. Platz in der Qualifikation
Frauen, Mannschaftsmehrkampf: 13. Platz
Frauen, Boden: 87. Platz in der Qualifikation
Frauen, Pferdsprung: 95. Platz in der Qualifikation
Frauen, Schwebebalken: 100. Platz in der Qualifikation
Frauen, Stufenbarren: 92. Platz in der Qualifikation

- Christine Steger
Frauen, Einzelmehrkampf: 110. Platz in der Qualifikation
Frauen, Mannschaftsmehrkampf: 13. Platz
Frauen, Boden: 90. Platz in der Qualifikation
Frauen, Pferdsprung: 102. Platz in der Qualifikation
Frauen, Schwebebalken: 103. Platz in der Qualifikation
Frauen, Stufenbarren: 116. Platz in der Qualifikation

### Wasserspringen
- Sandro Rossi
Turmspringen: 35. Platz in der Qualifikation